# Schlacht von Orléans
Weißenburg – Spichern – Wörth – Colombey – Straßburg – Toul – Mars-la-Tour – Gravelotte – Metz – Beaumont – Noisseville – Sedan – Sceaux – Chevilly – Bellevue – Artenay – Châtillon – Châteaudun – Le Bourget – Coulmiers – Amiens – Beaune-la-Rolande – Villepion – Loigny und Poupry – Orléans – Villiers – Beaugency – Nuits – Hallue – Bapaume – Villersexel – Le Mans – Lisaine – Saint-Quentin – Buzenval – Paris – Belfort
Die Schlacht von Orléans am 3. und 4. Dezember 1870 war eine Schlacht des Deutsch-Französischen Krieges. Dabei traf die französische Loirearmee unter General d`Aurelle de Paladines mit einer Stärke von etwa 80.000 Mann auf die zweite Armee des Kronprinzen Friedrich (III., IX. und X. Korps) sowie die Armeeabteilung des Großherzogs von Mecklenburg (I. Kgl. Bay. Korps, je zwei preußische Infanterie- und Kavalleriedivisionen) mit zusammen rund 30.000 Mann. Die Schlacht endete mit einem deutschen Sieg. Den deutschen Truppen gelang es, die Stadt einzunehmen, die französische Armee in zwei Teile zu trennen und einen Entsatz von Paris aus dieser Richtung zu verhindern.

## Erste Kämpfe um Orléans

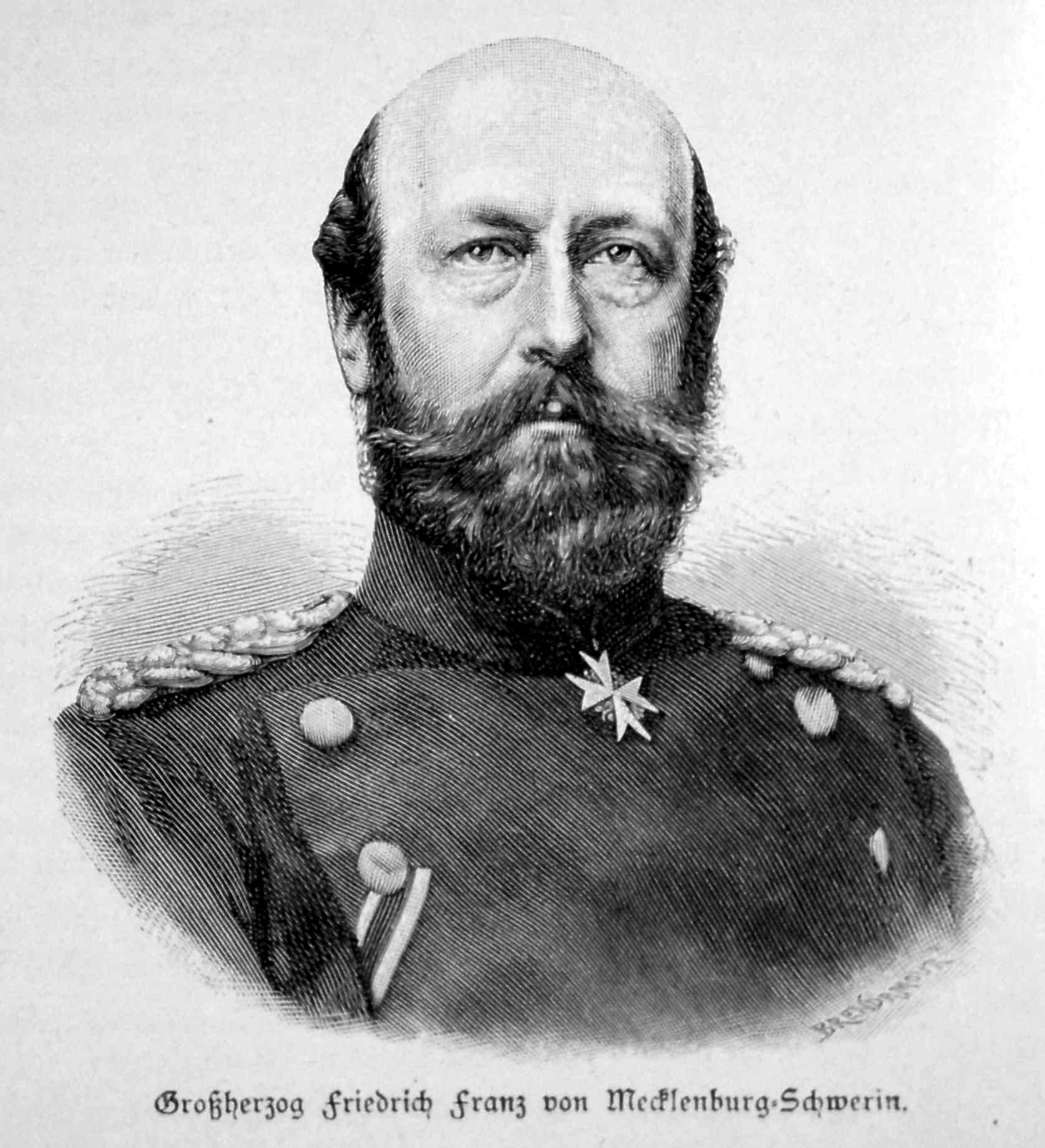
Großherzog Friedrich Franz II. von Mecklenburg-Schwerin

Nach der Schlacht von Sedan wurden an verschiedenen Stellen in Frankreich neue Korps aufgestellt. Hier sammelten sich die aus Ostfrankreich entkommenen Truppen, noch nicht eingezogene Reservisten, ehemalige Soldaten und Kriegsfreiwillige. Der Hauptsammelpunkt war an der Loire im Raum Orléans. Hier befanden sich bereits Ende September 1870 ca. 60.000 Mann. Insgesamt wurden in diesem Raum vier neue Korps (XV. bis XVIII.) aufgestellt.
Um die deutsche Belagerung von Paris gegen diese Einheiten abzusichern, wurde Anfang Oktober 1870 das I. Bayerische Korps zusammen mit der 22. Division, 17. Division und mehreren Kavallerieeinheiten in Marsch gesetzt. Ziel war die Eroberung von Orléans. Nach dem Gefecht bei Artenay zogen sich die Franzosen hinter Orléans zurück, das am 11. Oktober 1870 nach heftigen Kämpfen gegen die französische Nachhut erobert wurde. Hierbei erlitten die Deutschen Verluste von 60 Offizieren und 1200 Soldaten, allein 3000 französische Soldaten gingen in die Gefangenschaft.
Die Bayern hielten die Stadt besetzt, während die Preußen zur weiteren Absicherung der Belagerung von Paris weitere Orte wie z. B. Chateaudun und Chartres besetzten. Durch diese Eroberungen wäre es möglich geworden, eine Entsatzarmee frühzeitig zu erfassen und reagieren zu können.
Orléans blieb bis zum November besetzt. Die neu formierte Loirearmee war inzwischen auf insgesamt 200.000 Mann angewachsen. Am 7. November wurden östlich von Orléans Teile dieser Armee bemerkt. Ein großer Teil der bayerischen Truppen verließ die Stadt, um den Franzosen bei Coulmiers entgegenzutreten. Nach der Niederlage der Bayern in der Schlacht bei Coulmiers am 9. November 1870 musste Orléans von der Nachhut der Bayern geräumt werden, wobei ca. 800 bis 1000 bayerische Soldaten in Gefangenschaft gerieten.

## Kämpfe an der Loire

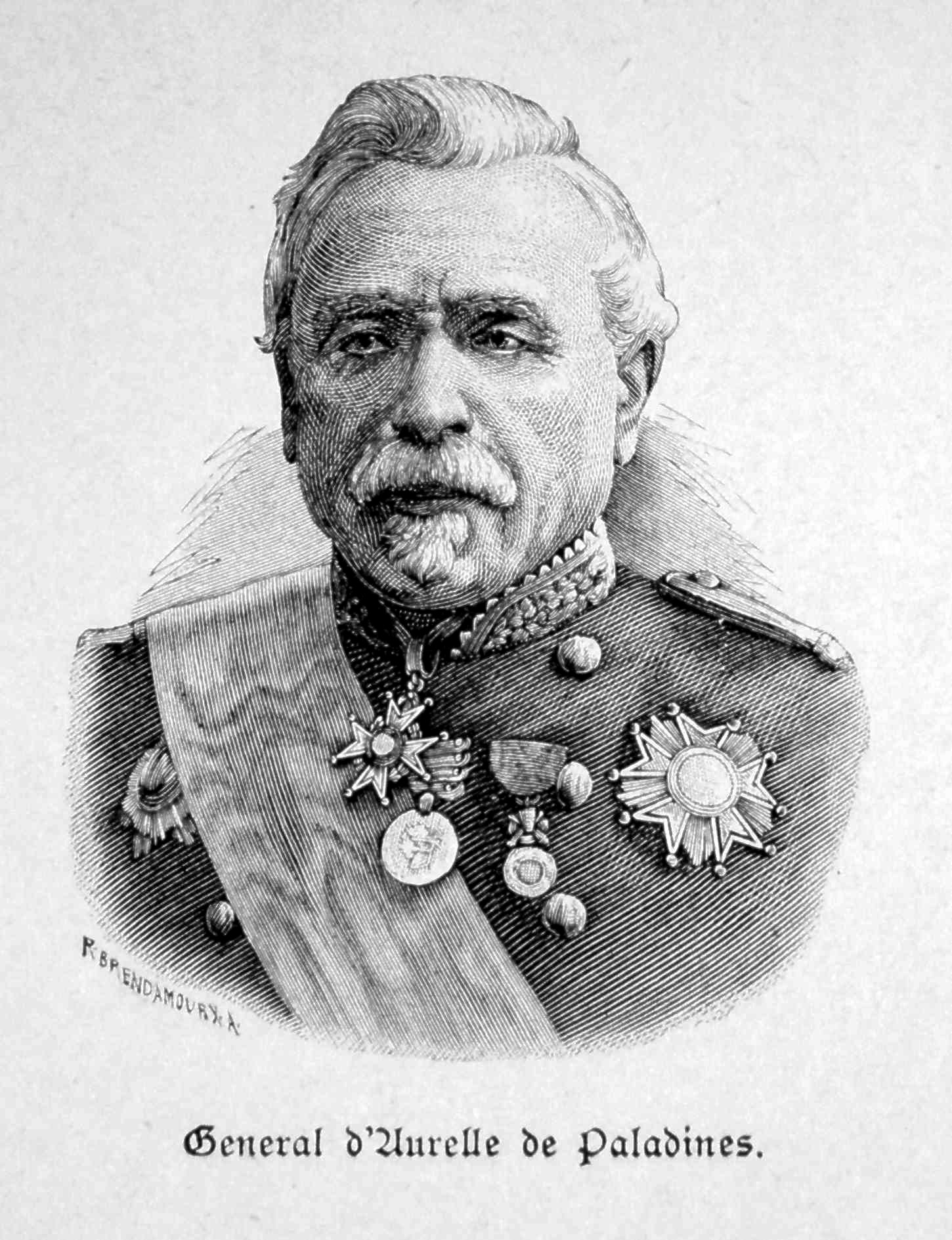
General d’Aurelle de Paladines

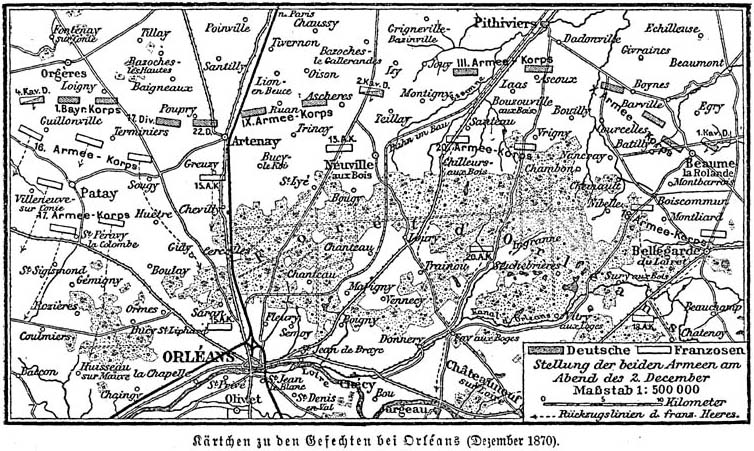
Gefecht bei Orléans, Lage am 2. Dezember

Die französischen Truppen nutzten den Sieg von Coulmiers nicht sofort aus, um als Entsatz auf Paris vorzugehen. Erst sollte die Organisation und Ausbildung der Freiwilligenarmee verbessert werden.
Die Preußen vermuteten währenddessen die Hauptstärke der Franzosen im Bereich von Le Mans und gingen in diese Richtung vor. Hierfür wurden die nach den Belagerungen von Toul und Straßburg frei gewordenen Truppen unter dem Großherzog von Mecklenburg eingesetzt. Dieser Vormarsch führte zu keiner größeren Schlacht, aber zu vielen kleinen Gefechten mit irregulären Francs-tireurs. Die noch zwischen Orléans und Paris stehenden deutschen Einheiten verhielten sich unterdessen defensiv.
Ende November kam es wieder zu größeren Kämpfen an der Loire. Nach einem am 24. November erfolgten Treffen bei Ladon und Maizières zeichnete sich für das deutsche Oberkommando ein französischer Vormarsch auf Paris ab. Die von Metz herangeführten deutschen Einheiten der 2. Armee waren gerade erst im Raum südlich von Paris angekommen und die Armeegruppe des Großherzogs war von Le Mans zurückgekehrt.
Der Vormarsch der Franzosen erfolgte mit den einzelnen Divisionen nebeneinander auf einer Breite von ca. 80 km. Der Vormarsch des französischen rechten Flügel wurde am 28. November 1870 in der Schlacht bei Beaune-la-Rolande gestoppt. Nach einem weiteren Erfolg im Gefecht bei Villepion am 1. Dezember erlitt auch das Zentrum der Loirearmee am 2. Dezember in der Schlacht bei Loigny und Poupry eine folgenschwere Niederlage und musste sich in Richtung Orléans zurückziehen.
Am 3. Dezember ging die deutsche 2. Armee des Prinzen Friedrich Karl im Raum Orléans zum allgemeinen Gegenangriff über. Man war sich darüber im Klaren, die Hauptmacht der Franzosen vor sich zu haben, und hatte genügend ausgeruhte Reserven. Zu diesem Zeitpunkt standen der 2. Armee ca. 80.000 Mann zur Verfügung, von denen ca. 30.000 in die unmittelbaren Gefechte um Orléans eingriffen. Ihnen gegenüber standen ca. 80.000 französische Soldaten der Loirearmee. Diese verfügte zwar insgesamt über fast 200.000 Mann; die einzelnen Korps waren aber so weit auseinandergezogen, dass nicht alle in die Kämpfe eingreifen konnten.

## Zweiter Angriff auf Orléans

### 3. Dezember
Die Preußen standen rund um Toury und gingen beim Vormarsch in südlicher Richtung über Artenay und Chevilly in Richtung Orléans vor, wobei es besonders um den Ort Artenay wieder zu heftigen Kämpfen kam. So konnte Artenay erst am Nachmittag des 3. Dezember nach einem längeren Artilleriegefecht genommen werden. Die Franzosen zogen sich nach diesen Gefechten in den Wald von Orléans zurück. In diesem ging das preußische IX. Korps unter von Manstein im Zentrum vor, während das III. Korps General von Alvensleben zusammen mit der 6. Kavalleriedivision die linke Seite des Zentrums gegen den Wald von Orléans (wo sich immer noch das XVIII. und XX. französische Korps befanden) sicherte.
Die Kämpfe am 3. Dezember hatten besonders das französische XV. Korps unter General Charles Martin des Pallières betroffen, das erhebliche Verluste erlitten hatte. Auch die anderen Korps hatten bei den Kämpfen der vorhergehenden Tage große Verluste hinnehmen müssen und waren nicht mehr zu eigenen Angriffen in der Lage. Trotz dieses Umstandes verbot die Regierung in Tours den weiteren Rückzug. Orléans sollte als Sammelpunkt für einen eventuellen Gegenangriff unbedingt gehalten werden.

### 4. Dezember
Am 4. Dezember ging der Angriff in Richtung Orléans weiter. Eine von den Franzosen eilig errichtete Verteidigungslinie zwischen den Orten Gidy und Cercottes konnte von den Preußen jedoch trotz mehrerer Angriffe den ganzen Tag über nicht eingenommen werden. Die Stadt selbst wurde an diesem Tag nicht erreicht.
Auf der deutschen äußersten linken Flanke sicherte das III. Korps gegen die dort stehenden zwei Korps unter Bourbaki und griff gleichzeitig noch die Stadt selbst an. Alvensleben selbst ging davon aus, dass er im Wald von Chilleurs-aux-Bois mit offenen Augen in eine Falle gehen und den Wald nicht mehr lebend verlassen würde. Tatsächlich standen recht schwachen deutschen Sicherungstruppen (eine Division) überlegene französische Verbände gegenüber.
Allerdings zögerte Bourbaki mit einem eigenen Angriff. In der Nacht vom 3. auf den 4. Dezember kam es bereits zu den ersten Kämpfen im Wald von Chilleurs-aux-Bois. Diese Kämpfe ohne einheitliche Führung in unübersichtlichem Gelände waren für die nur halb ausgebildeten Franzosen zu viel, viele von ihnen flohen nach den ersten Kontakten. In dieser Nacht erbeuteten die Preußen fünf Kanonen. Die Sicherungsdivision wurde im Laufe des 4. Dezember noch mehrfach angegriffen und befand sich bereits in einer kritischen Lage, als die Franzosen ihre Angriffe abbrachen und sich zurückzogen. Durch diesen Rückzug verloren die beiden Korps von Bourbaki endgültig den Kontakt zum Rest der Loirearmee.
Die deutsche rechte Flanke bildete das bayerische Korps, das sich seit der ersten Besetzung von Orléans (s. o.) im Einsatz und seit der Schlacht bei Coulmiers am 9. November ununterbrochen im Feld befand. Die Bayern hatten dabei erhebliche Verluste erlitten und konnten selbst kaum noch aktiv in die Kämpfe eingreifen, sondern mussten sich mit der Flankensicherung begnügen. Allerdings konnte die 2. Kavalleriedivision hier einen erfolgreichen Angriff gegen die sich über offenes Gelände zurückziehenden Franzosen durchführen. Aus diesem Rückzug wurde schnell Panik und weitere Einheiten wurden mitgerissen.
Nur das französische XV. Korps stand noch in und vor Orléans. Das XVIII. und XX. Korps standen östlich von Orléans und drei weitere Korps (XVI., XVII. und XXI.) waren westlich davon auf dem Rückzug. Die östlichen Einheiten brachen die noch laufenden Kämpfe gegen die Flanke des III. Korps endgültig ab, als klar wurde, dass ein Rückzug nach Orléans nicht kampflos möglich war, und Meldungen über den Rückzug des linken Flügels eintrafen. Auch das Zentrum zog sich jetzt aus Orléans zurück.

### Einnahme der Stadt
General von Manstein mit seinem IX. Korps rechnete bei Einbruch der Nacht des 4. Dezember nicht mehr damit, Orléans an diesem Tag noch einnehmen zu können. Daher ordnete der sich beim Korps aufhaltende Oberbefehlshaber Prinz Friedrich Karl die Einstellung der Kämpfe an. Bald darauf marschierten jedoch die ersten Einheiten des III. Korps (Armeeabteilung des Großherzogs) in die vom Gegner bereits geräumte Stadt ein. In der Stadt wurden 77 Geschütze erbeutet, unter denen allerdings viele schwere Schiffsgeschütze waren, die zur Verteidigung aufgebaut waren und nicht mitgenommen werden konnten.

## Folgen
Der geplante französische Entlastungsangriff auf das belagerte Paris war mit dem Verlust von Orléans endgültig gescheitert. Die Franzosen hatten in diesem Gebiet kurzfristig die Initiative übernehmen können, waren jedoch überall geschlagen worden und mussten sich zurückziehen.
Bei ihrem Rückzug aus Orléans wurde die französische Armee dabei in zwei Teile geteilt. Drei Korps (XV., XVIII. und XX.) standen jetzt unter dem Befehl von Bourbaki und zogen sich in südöstliche Richtung auf Bourges zurück. Sie konnten sich hierbei von ihren deutschen Verfolgern absetzten, sodass beim deutschen Oberkommando über den Verbleib der drei Korps bald keine Informationen mehr vorlagen. Am 8. Dezember wurde aus diesen Korps die Ostarmee gebildet, die per Eisenbahn nach Nuits verlegt wurde und dann die Belagerung von Belfort entsetzen sollte. Diese Armee wurde in der Schlacht an der Lisaine vor Belfort geschlagen und in der nachfolgenden Verfolgung an die Schweizer Grenze gedrängt, wo sich 87.000 Mann internieren lassen mussten.
Das XVI., das XVII. und das XXI. Korps bildeten die sog. zweite Loirearmee unter dem Kommando von Chanzy, die sich in einer langen Reihe von Rückzugsgefechten, hier insbesondere der Schlacht bei Beaugency nach Westen in Richtung Le Mans zurückzog. Es gelang General Chanzy recht schnell wieder, die Ordnung in der Armee herzustellen, und er ging sogar bereits am 8. Dezember bei Beaugency wieder zum Angriff über und musste sich jedoch auch hier zurückziehen, um einer drohenden Einschließung zu entgehen. Diese Armee wurde Anfang Januar in der Schlacht bei Le Mans von einer deutschen Offensive entscheidend geschlagen und fast bis zur Atlantikküste verfolgt. Nach Verlusten von fast 100.000 von insgesamt 150.000 Mann in dieser Schlacht, davon die Hälfte an Deserteuren, stellte die Loirearmee für den Rest des Krieges keine Gefahr für die deutschen Truppen mehr dar.
Für die Deutschen war jetzt die Gefahr für die Belagerung von Paris aus südlicher Richtung beendet. Die Verfolgung der sich zurückziehenden Franzosen begann jedoch nicht sofort und dann wurde auch nur die zweite Loirearmee verfolgt. Orléans blieb bis zum Friedensschluss besetzt.
Der deutsche Vormarsch erreichte am 17. Dezember Vendôme, wo dieser bis zum 6. Januar 1871 unterbrochen wurde. Nach der Schlacht von Orléans lag die strategische Initiative an der Loire nur noch bei den Preußen.